# Татаринцев, Виктор Иванович
Ви́ктор Ива́нович Тата́ринцев (род. 23 октября 1954) — советский и российский дипломат. Чрезвычайный и полномочный посол (2012).

## Биография
Окончил МГИМО МИД СССР (1980). На дипломатической работе с 1980 года.
- В 1980—1986 годах — сотрудник посольства СССР в Швеции.
- В 1986—1990 годах — третий секретарь, второй секретарь Второго европейского отдела МИД СССР.
- В 1990—1994 годах — первый секретарь посольства СССР в Швеции, атташе по культуре Посольства России в Швеции.
- В 1994—1997 годах — старший советник, заведующий отделом, заместитель директора Второго европейского департамента МИД России.
- В 1997—2002 годах — советник-посланник посольства России в Швеции.
- В 2002—2006 годах — заместитель директора Второго европейского департамента МИД России.
- С марта 2005 по май 2006 года — и. о. директора Второго европейского департамента МИД России.
- С 17 апреля 2006 по 18 января 2010 года — чрезвычайный и полномочный посол Российской Федерации в Исландии[1][2].
- С 24 февраля 2010 по май 2014 года — директор Второго европейского департамента МИД России.
- С 7 мая 2014 по 25 октября 2024 года — чрезвычайный и полномочный посол Российской Федерации в Швеции[3][4].

## Награды
- Орден Дружбы (5 сентября 2022) — За большой вклад в реализацию внешнеполитического курса Российской Федерации и многолетнюю добросовестную работу[5].
- Орден Почёта (10 февраля 2012) — За большой вклад в реализацию внешнеполитического курса Российской Федерации и многолетнюю добросовестную работу[6].
- Почётный работник Министерства иностранных дел Российской Федерации.
- Почётная грамота МИД России.

## Дипломатический ранг
- Чрезвычайный и полномочный посланник 2 класса (15 января 2002)[7]
- Чрезвычайный и полномочный посланник 1 класса (14 февраля 2006)[8]
- Чрезвычайный и полномочный посол (16 июля 2012)[9]